# 2022년 AFC U-17 여자 아시안컵
2022년 AFC U-17 여자 아시안컵은 2022년 5월 9일부터 5월 22일까지 인도네시아에서 열릴 예정이었던 9번째 AFC U-17 여자 아시안컵이다.
아시아 축구 연맹(AFC)은 2020년 10월 2일에 2022년 대회부터 AFC U-19 여자 챔피언십이라는 대회 이름을 AFC U-17 여자 아시안컵으로 바꿔서 열기로 결정했다. 이에 따라 AFC U-17 여자 아시안컵이라는 이름으로 열린 첫 대회가 될 예정이었다. 그러나 아시아 축구 연맹은 2021년 7월 5일에 공개된 공식 성명을 통해 코로나19 범유행의 여파를 고려하여 2022년에 인도네시아에서 열릴 예정이었던 2022년 AFC U-17 여자 아시안컵을 취소하는 한편 인도네시아에 2024년 AFC U-17 여자 아시안컵 개최권을 준다고 결정했다.

## 참가할 예정이었던 팀
다음 4개국이 본선에 직행할 예정이었다. 나머지 4개국은 예선을 통해 본선 진출 자격을 획득할 계획이었으나 대회가 취소되면서 무산되었다.
- 인도네시아 (개최국)
- 일본 (2019년 AFC U-16 여자 챔피언십 우승)
- 조선민주주의인민공화국 (2016년 AFC U-16 여자 챔피언십 준우승)
- 중화인민공화국 (2019년 AFC U-16 여자 챔피언십 3위)

## FIFA U-17 여자 월드컵 참가 팀
아시아 축구 연맹(AFC)은 2021년 10월 14일에 2019년 AFC U-16 여자 챔피언십에서 상위 3위 이내의 성적을 기록했던 팀들에게 인도에서 열릴 예정인 2022년 FIFA U-17 여자 월드컵 참가 자격을 부여하기로 결정했다.
- 인도 (2022년 FIFA U-17 여자 월드컵 개최국 자격으로 자동 출전)1
- 일본 (2019년 AFC U-16 여자 챔피언십 우승)
- 중화인민공화국 (2019년 AFC U-16 여자 챔피언십 3위)2

1 국제 축구 연맹(FIFA)은 2022년 8월 16일에 전인도 축구 연맹에 자격 정지 처분을 내렸는데 이는 FIFA 규정에 대한 위반 사항 가운데 하나인 제3자의 부당한 영향력 행사 때문이다. 이에 따라 인도는 2022년 FIFA U-17 여자 월드컵 개최권을 박탈당했다. 그러나 FIFA가 2022년 8월 27일에 전인도 축구 연맹에 대한 자격 정지 처분을 해제하면서 인도는 2022년 FIFA U-17 여자 월드컵 개최권을 회복했다.
2 조선민주주의인민공화국은 원래 2019년 AFC U-16 여자 챔피언십에서 준우승을 차지했기 때문에 2022년 FIFA U-17 여자 월드컵 참가 자격을 획득했으나 아시아 축구 연맹에 코로나19 범유행의 여파를 이유로 대회에 불참한다고 통보했다. 이에 따라 아시아 축구 연맹은 2022년 3월 16일에 2019년 AFC U-16 여자 챔피언십에서 3위를 차지했던 중국이 본선 진출 자격을 승계받는다고 결정했다.